# ليبوجانج فيري
ليبوجانج فيري (بالإنجليزية: Lebogang Phiri)‏ (9 نوفمبر 1994 بجوهانسبرغ في جنوب أفريقيا - ) هو لاعب كرة قدم جنوب أفريقي في مركز الوسط. شارك مع منتخب جنوب أفريقيا تحت 23 سنة لكرة القدم ومنتخب جنوب أفريقيا لكرة القدم. أما مع النوادي، فقد لعب مع نادي بروندبي.

## مسيرته الكروية
لعب ليبوجانج فيري خلال مسيرته الاحترافية مع 3 أندية في تسعة مواسم وسجل خلالها 9 أهداف ضمن 189 مباراة. ولم يفز بأي موسم بالكأس أو بالدوري.
خاض ليبوجانج فيري مسيرته مع نادي بروندبي في موسم 2012–13 ليلعب معه خمسة مواسم، مشاركًا في 118 مباراة سجل خلالها 8 أهداف. ثم انتقل إلى نادي غانغون في موسم 2017–18 واستمر معه طيلة ثلاثة مواسم، حيث شارك في 71 مباراة سجل خلالها هدفًا واحدًا.

## روابط خارجية
- ليبوجانج فيري على موقع اتحاد تركيا (لاعب) (الإنجليزية)
- ليبوجانج فيري على موقع قاعدة بيانات كرة القدم.إي يو (الإنجليزية)
- ليبوجانج فيري على موقع ناشيونال فوتبول تيمز (الإنجليزية)
- ليبوجانج فيري على موقع Soccerway.com (الإنجليزية)